# Textilfabrik Coma i Cros
Das Unternehmen Coma i Cros war eines der wichtigsten Textilunternehmen in der Region Girona mit Sitz in Salt. Die Räumlichkeiten der ehemalige Textilfabrik Coma Cros werden nach seit dem Umbau von der Escola de Realització Audiovisual i Multimèdia (ERAM), der Escola Tècnica de l'Espectacle Casa de la Música (ETECAM), Universidad Nacional de Educación a Distància (UNED), Universitat Oberta de Catalunya (UOC) und weiteren Institutionen genutzt.

## Geschichte
In der Mitte des 19. Jahrhunderts wurden in Salt mehrere Textilunternehmen gegründet. Der nahegelegene Fluss Ter bot eine günstige Möglichkeit der Nutzung von Wasserkraft für die Stromerzeugung, die diese Industrie mit der notwendigen Elektrizität versorgte. Im Jahr 1850 begann das von Llach, Portabella und Co. gegründete Unternehmen mit dem Bau einer eigenen Fabrik. Diese lag rund einen Kilometer vom damaligen Stadtzentrum entfernt. Das Unternehmen stellte hier Garne und Stoffe aus Baumwolle her. Durch den Ausbruch des amerikanischen Bürgerkrieges ging die Baumwollproduktion in den Jahren 1861 bis 1865 stark zurück, was das Unternehmen in eine wirtschaftliche Krise stürzte. Es wechselte mehrmals den Besitzer. In den 1909 bis 1912 erwarb Joan de Coma i Cros alle Textilfabriken der Stadt, darunter auch 1911 jene, die fortan seinen Namen tragen sollte. Der Gebäudekomplex von Coma-Cros wurde in den Jahren 1920 bis 1969 stetig erweitert, um die gesamte Textilproduktion der Gemeinde unter einem Dach zu vereinen.

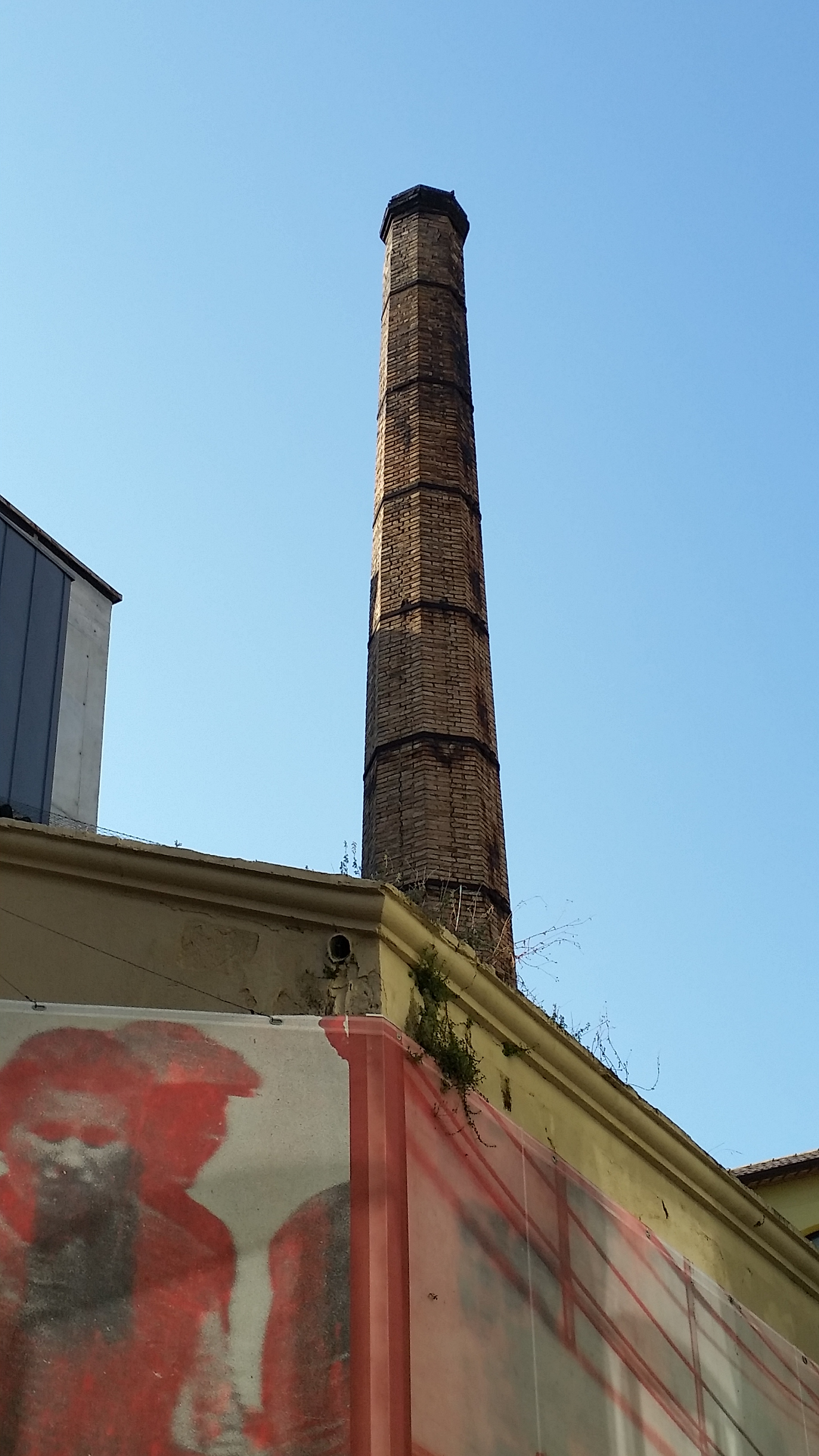
Schornstein des Kesselgebäudes

Die Textilfabrik Coma i Cros wurde während des spanischen Bürgerkrieges (1936–1939) von einem Arbeiterkomitee selbstverwaltet geführt. Die Textilfabrik wurde, in Erinnerung an Pjotr Alexejewitsch Kropotkin – einem der wichtigsten Theoretiker der anarchistischen Bewegung – auf den Namen Kropotkin umbenannt. Während dieser Zeit wurden zudem in einem Teil des Werkes Waffen und Bomben für die zweite spanische Republik produziert. Mit der Beendigung des spanischen Bürgerkrieges kehrte der ehemalige Eigentümer zurück und versuchte alle Spuren des Anarchosyndikalismus zu beseitigen, wie zum Beispiel das Gemälde von Kropotkin in einem der Flügel des Werkes. Die schwarze Farbe des Gemäldes von Kropotkin schimmerte selbst nach einer mehrmaligen Übermalung durch, so dass der Name Kropotkin mit Raspeln entfernt wurde. Hierbei wurde der Name in den Stein der Werkshalle eingraviert, so dass der Name Kropotkin noch immer gut lesbar ist.
1969 wurde das Unternehmen an die Indústries Burés verkauft. In den Folgejahren kam es immer wieder zu Krisen in der Textilbranche, so unter anderem in den 1970er und 1980er Jahren, was zum Niedergang der Fabrik führte. 1990 wurde es von der KIO Group übernommen. Das Unternehmen war 1992 in Schwierigkeiten geraten, nicht mehr Zahlungsfähig und musste die 142 Arbeitnehmer entlassen. Die Verschuldung betrug 1999 fast 6000 Millionen Peseten (36 Millionen Euro).

## Gebäudekomplex
Die Fabrik bestand aus einer Ansammlung von Gebäuden in unterschiedlicher Größe, die im Norden an einen Kanal grenzen. Die zumeist großen Räume waren für eine gute Belüftung und die Ausnutzung natürlichen Lichts mit vielen hohen Fenstern und kleineren Luftschächten versehen. Die Dächer waren mit arabischen Ziegeln gedeckt. Daneben gab es im Süden einstöckige Gebäude, die später abgerissen wurden. In ihnen waren unter anderem ein medizinischer Dienst und ein Labor untergebracht. Hier war sich auch das Hauptportal der Fabrik. Im Westen befand sich das große Produktionslager mit dem Namen „Kropotkin“. Das Lagerhaus hatte ursprünglich drei Stockwerke, später wurde in nordsüdlicher Richtung ein geräumiger Dachboden hinzugefügt. Die Gebäude bildeten einen Innenhof, in dem sich ein Kesselgebäude mit einem achteckigen Schornstein befanden. Im Süden lag das vierstöckige Bürogebäude, in dem sich auch die Wohnung des Direktors befand.

## Nachnutzung

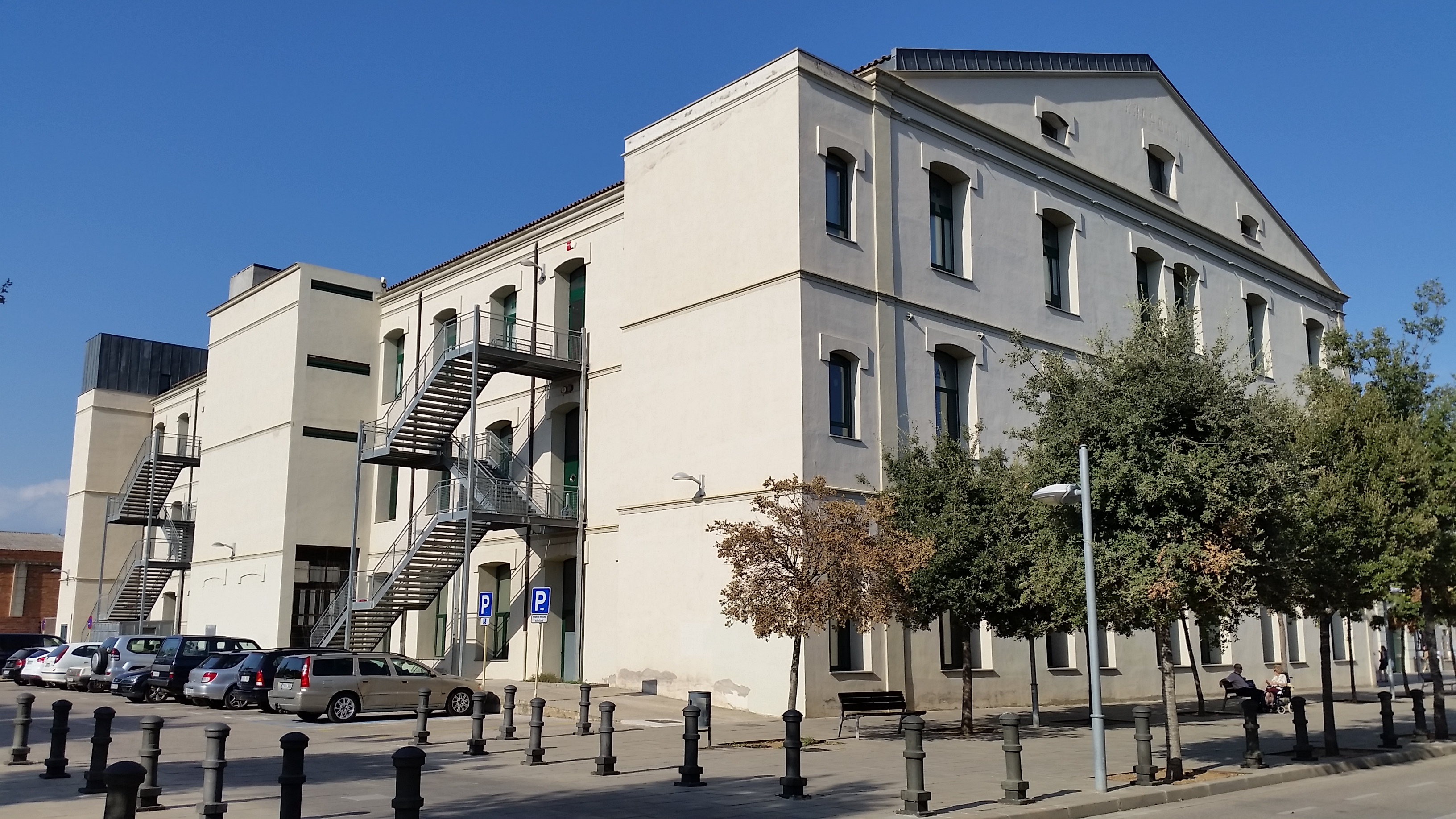
Ehemaliges Industriegebäude der Coma Cros

1995 wurde das Gelände vom Instituto Catalán del Suelo (INCASÒL) erworben und ging 1998 in die Hände des Stadtrats von Salt über. Dieser funktionierte die Gebäude zu einer kulturellen Einrichtung um. Einige Bauwerke wurden abgetragen oder umgebaut. Es wurde eine Halle für Ausstellungen und eine Rezeption dort untergebracht. Daneben wurden Werkstätten, Mehrzweckräume, Büros, soziale Einrichtungen und ein Auditorium gestaltet. Im Kropotkinhaus und im Gebäude im Süden wurden die Bibliothek der Offenen Universität von Katalonien und seit 2009 die Schule für audiovisuelle Produktion und Multimedia (ERAM) sowie ein Wasserkraftmuseum, Räumlichkeiten für traditionelle und populäre Musik und ein Gründerzentrum eingerichtet. Im Osten wurde ein neues Gebäude errichtet, in dem sich das „Centre de Creació Escènica El Canal“ befindet.